# Maja Bay Østergaard
Maja Bay Østergaard (* 28. März 1998) ist eine dänische Fußballtorhüterin, die seit 2024 beim schwedischen Erstligisten Växjö DFF unter Vertrag steht und 2023 erstmals für die Dänische Fußballnationalmannschaft der Frauen spielte.

## Werdegang

### Verein
Østergaard spielte zunächst für Vildbjerg SF und wechselte 2018 zum FC Thy-Thisted Q, mit dem sie im April 2021 den dänischen Pokal gewann. Zudem wurde noch zweimal das Pokalfinale erreicht. Im Dezember 2023 erhielt sie einen Vertrag bei Växjö DFF.

### Nationalmannschaft
Østergaard wurde im März 2016 und 2017 jeweils einmal bei einem Turnier in La Manga in der U-19 eingesetzt. Im März 2022 wurde sie erstmals für die A-Nationalmannschaft nominiert, die im April die beiden letzten Spiele in der WM-Qualifikation bestritt. Zum Einsatz kam sie aber nicht, erst im Februar 2023 wurde sie beim Tournoi de France im Spiel gegen Norwegen, das mit 2:0 gewonnen wurde, erstmals in der A-Nationalmannschaft eingesetzt. Auch bei ihrem zweiten Einsatz, einem 1:0-Sieg gegen Ex-Weltmeister Japan zwei Monate später, blieb sie ohne Gegentor. Am 30. Juni wurde sie als dritte Torhüterin für die WM-Endrunde in Australien und Neuseeland nominiert. Im Kader war sie die Spielerin mit den wenigsten Länderspielen. Bei der WM, die für die Däninnen mit einer Achtelfinalniederlage gegen Co-Gastgeber Australien endete, kam sie nicht zum Einsatz.
Da erstmals das Abschneiden bei der WM für die europäischen Teams nicht entscheidend für die Qualifikation zu den Olympischen Spielen 2024 war, hatten die Däninnen noch die Chance sich über die UEFA Women’s Nations League 2023/24 für die Spiele in Paris zu qualifizieren. Die Däninnen konnten auch im ersten Spiel den härtesten Konkurrenten Deutschland mit 2:0 besiegen, verloren aber nach drei weiteren Siegen gegen die anderen Gruppengegner das Rückspiel in Deutschland mit 0:3 und auch das letzte Heimspiel gegen Island. Damit verpassten sie als Gruppenzweite das Final Four Turnier, bei dem um zwei Olympiatickets gespielt wurde. Østergaard saß in den sechs Spielen nur auf der Bank.
In der Qualifikation für die EM 2025 im April 2024 stand sie dann wieder in allen sechs Spielen Tor, wie auch in der UEFA Women’s Nations League 2025.
Am 20. Juni 2025 wurde sie für die EM-Endrunde nominiert. Sie stand bei den drei Niederlagen der Däninnen im Tor und schied nach der Vorrunde aus.

## Erfolge
- Dänische Pokalsiegerin: 2020/21